# Gabriele Pochhammer
Gabriele Pochhammer (* 1948) ist eine deutsche Journalistin und Pferdezüchterin. Sie war Chefredakteurin des Fachmagazins St. Georg in Hamburg. Sie war bis 2024 die Herausgeberin der St. Georg, Bloggerin und schreibt für die Süddeutsche Zeitung.

## Kindheit und Ausbildung
Pochhammer wurde 1948 als eine von zwei Töchtern eines Diplomingenieurs und einer Ärztin in Windeby in Schleswig-Holstein geboren. Später zog die Familie nach Neuss, verbrachte aber die Ferien weiterhin in Windeby, wo Pochhammer auf dem Gut ihren ersten Kontakt zu Pferden hatte. Im Alter von zehn Jahren erhielt sie Reitunterricht und hatte später auch Unterricht bei Paul Stecken in Münster.
Nach dem Abitur machte sie halbjähriges Praktikum auf Gestüt Vornholz.
Gabriele Pochhammer studierte in München und Hamburg Germanistik und Politologie.

## Pferdezucht
Nach dem Tod ihrer Mutter 1968 arbeitete Pochhammer auf dem Gestüt Vornholz in Westfalen, das Clemens Freiherr von Nagel gehörte. Er gehörte zu den ersten Züchtern, die gezielt Pferde für den Leistungssport züchten. Ein einflussreicher Hengst der Vornholzer Zucht war Ramzes (1937–1966, von Rittersporn xx aus der Jordi), der großen Einfluss auf die Westfälische Sportpferde Zucht hatte und aus dessen Linie beispielsweise die Beschäler Ramiro und Rubinstein stammten. Pochhammer wurde Gestütsleiterin und führte das Stutbuch.
1977 starb Baron Nagel und das Gestüt wurde aufgegeben. 
Pochhammer züchtet seitdem selber Pferde. Ihre Zucht basiert auf der 1930 geborenen Stute Finnländerin, einer der Vornholzer Stammstuten. Ihre erste Zuchtstute, Marion v. Ramzes erhielt sie von Baron Nagel. Eine Tochter von Marion nahm sie mit nach Windeby, die ihr Nairobi III v. Parco xx brachte, von der wiederum der 2004 geborene Landos-Sohn Leonidas II stammt. Leonidas zeigte Talent für die Vielseitigkeit und wurde sechsjährig an Mark Todd nach England verkauft. Unter Mark Todd war er bei den Weltreiterspielen, Olympischen Spielen und fünfmal in Badminton am Start.
2018 wurde Leonidas in Luhmühlen in die Hall of Fame des Vielseitigkeitssports aufgenommen. Unter dem irischen Vielseitigkeitsreiter Padraig McCarthy nahm er an den Europameisterschaften im Vielseitigkeitsreiten 2021 teil.

## Journalistin
1977 wandte sich Pochhammer dem Journalismus zu. Sie volontierte beim Westfalenblatt und wechselte schließlich 1981 mit 33 Jahren zu St. Georg. Damals arbeitete sie noch von Rheine aus, wo ihr Mann Peter Mohrmann eine Kinderarztpraxis führte. Das Paar zog in den 1990ern gemeinsam nach Windeby, trennte sich dann aber. 
Von 1995 bis 2012 war Pochhammer Chefredakteurin von St. Georg.
Gabriele Pochhammer schob als kritische Journalistin die internationale Diskussion über die Rollkur an. 1992 verfasste Heinz Meyer einen Beitrag darüber, wie in der Dressur auf den Abreiteplätzen mit den Pferden umgegangen wird und Gabriele Pochhammer gab dem Beitrag den Titel „Rollkur“. In dem Artikel beschrieb der Verhaltensforscher und ehemalige Chefredakteur der Zeitschrift Heinz Meyer den Umgang international erfolgreicher Reiter mit ihren Pferden auf dem Abreiteplatz. Er kritisierte die Untätigkeit der Turnierrichter und der FEI. Der Artikel blieb noch weitgehend unbeachtet.
Der Beitrag „Dressur pervers“ aus dem Jahr 2005, in dem sie gemeinsam mit dem heutigen St. Georg Chefredakteur Jan Tönjes das Thema nochmals aufgriff und darin vor allem die niederländischen Reiter für ihre Trainings- und Abreitemethoden kritisierte, erregte umso größere internationale Beachtung, auch deshalb, weil eine deutsche Journalistin unmittelbar vor den Europameisterschaften die schärfsten Wettbewerber direkt angriff. Der Artikel löste nicht nur in der Pferdeszene weltweit ein großes Echo aus. Durch den Artikel von Gabriele Pochhammer fand der Begriff Rollkur Eingang in das internationale Fachvokabular und schließlich wurde die Rollkur verboten. Gemäß FEI-Reglement ist nun die Anwendung von Low Deep Round (LDR) bis zu 10 Minuten lang auf dem Abreiteplatz offiziell gestattet. Die Rollkur ist dagegen bei internationalen Wettbewerben auf dem Abreiteplatz verboten. Pochhammer setzt sich weiterhin für eine harmonische und pferdegerechte Ausbildung ein.
Pochhammer begleitete als Berichterstatterin im Reitsport elf Olympische Sommerspiele: 1984 Los Angeles, 1988 Seoul, 1992 Barcelona, 1996 Atlanta, 2000 Sydney, 2004 Athen, 2008 Hongkong, 2012 London, 2016 Rio, 2020 Tokio und 2024 Paris.
2024 zog sie sich nach den Olympischen Spielen in Paris von ihrer Tätigkeit als Herausgeberin der Herausgeberin der St. Georg zurück.

## Leben
Pochhammer lebt auf Gut Westerthal in Windeby, Schleswig-Holstein, ungefähr 4 km von der Ostsee entfernt.